# Maoriella australis
Maoriella australis är en mångfotingart som beskrevs av Gilbert Edward Archey 1936. Maoriella australis ingår i släktet Maoriella och familjen storjordkrypare. Inga underarter finns listade i Catalogue of Life.